# The Venetian
A The Venetian Las Vegas egy luxusszálloda és kaszinókomplexum, amely a Las Vegas Stripen, Paradise-ban (Nevada, Egyesült Államok) található. Tulajdonosa a Vici Properties, míg az üzemeltetője az Apollo Global Management. A komplexumot Sheldon Adelson üzletember fejlesztette cége, a Las Vegas Sands révén. A Venetian a korábbi Sands Hotel és Kaszinó helyén épült, amelyet 1996-ban bezártak és lebontottak.
Az építkezés 1997 áprilisában kezdődött, a megnyitóra pedig 1999. május 4-én került sor. Egyes szolgáltatások ekkor még nem készültek el, az építkezés az év végéig folytatódott. Később alvállalkozók pert indítottak a komplexum ellen ki nem fizetett munkák miatt, ami éveken át tartó jogi huzavonához vezetett. A Venetian a helyi szakszervezettel, a Culinary Workers Union-nal is összeütközésbe került, mivel Adelson nem szakszervezeti hotelként nyitotta meg a létesítményt.
A dizájnt a Stubbins Associates és a Wimberly Allison Tong & Goo cégek készítették. A szálloda témája Velence városa, több híres nevezetesség másolatával, köztük csatornával és gondolázással. Maga a Venetian 11 000 m² kaszinóterületet és eredetileg 3 036 lakosztályt tartalmazott egy 35 emeletes toronyban. 2003-ban épült meg a 12 emeletes Venezia-torony, ezzel a szobák száma 4 049-re nőtt. A The Palazzo, egy saját hotellel és kaszinóval rendelkező „testvér” épület, 2007-ben nyílt meg északra a Venetian-tól. Ha egy egységként tekintjük őket, a Venetian-Palazzo komplexum a világ második legnagyobb szállodája mintegy 7 100 szobával.
A Venetian kifejezetten a konferencialátogatókat célozta meg, mert Adelson úgy vélte, hogy ezt a vendégcsoportot korábban elhanyagolták Las Vegasban. A komplexum saját konferenciaközponttal és a szomszédos Venetian Expo-val is rendelkezik. További nevezetességek közé tartozik a Grand Canal Shoppes bevásárlóközpont, és 2001–2008 között itt működött a Guggenheim Hermitage Múzeum is. A Venetian több előadóhelyszínt is kínál, ahol olyan produkciókat tartottak, mint a Blue Man Group (2005–2012), Phantom: The Las Vegas Spectacular (2006–2012), illetve a Human Nature (2013–2020). 2023 szeptemberében nyílt meg egy gömb alakú rendezvénycsarnok és aréna, melynek neve egyszerűen Sphere.
2020 végére a Las Vegas Sands a makaói érdekeltségeire kívánta helyezni a hangsúlyt, amelyek közé tartozik a The Venetian Macao szállodakomplexum is. 2022 februárjában az Apollo Global Management 2,25 milliárd dollárért megszerezte a Venetian, a Palazzo és a Venetian Expo üzemeltetését, míg a Vici Properties 4 milliárd dollárért vásárolta meg az alattuk fekvő földterületet. 2024-ben a Venetian és a Palazzo is megegyezett a Culinary Workers Union-nal, így ezek lettek az utolsó Stripen található szállodák, amelyek csatlakoztak a szakszervezethez.

## Története

### Háttér és építkezés

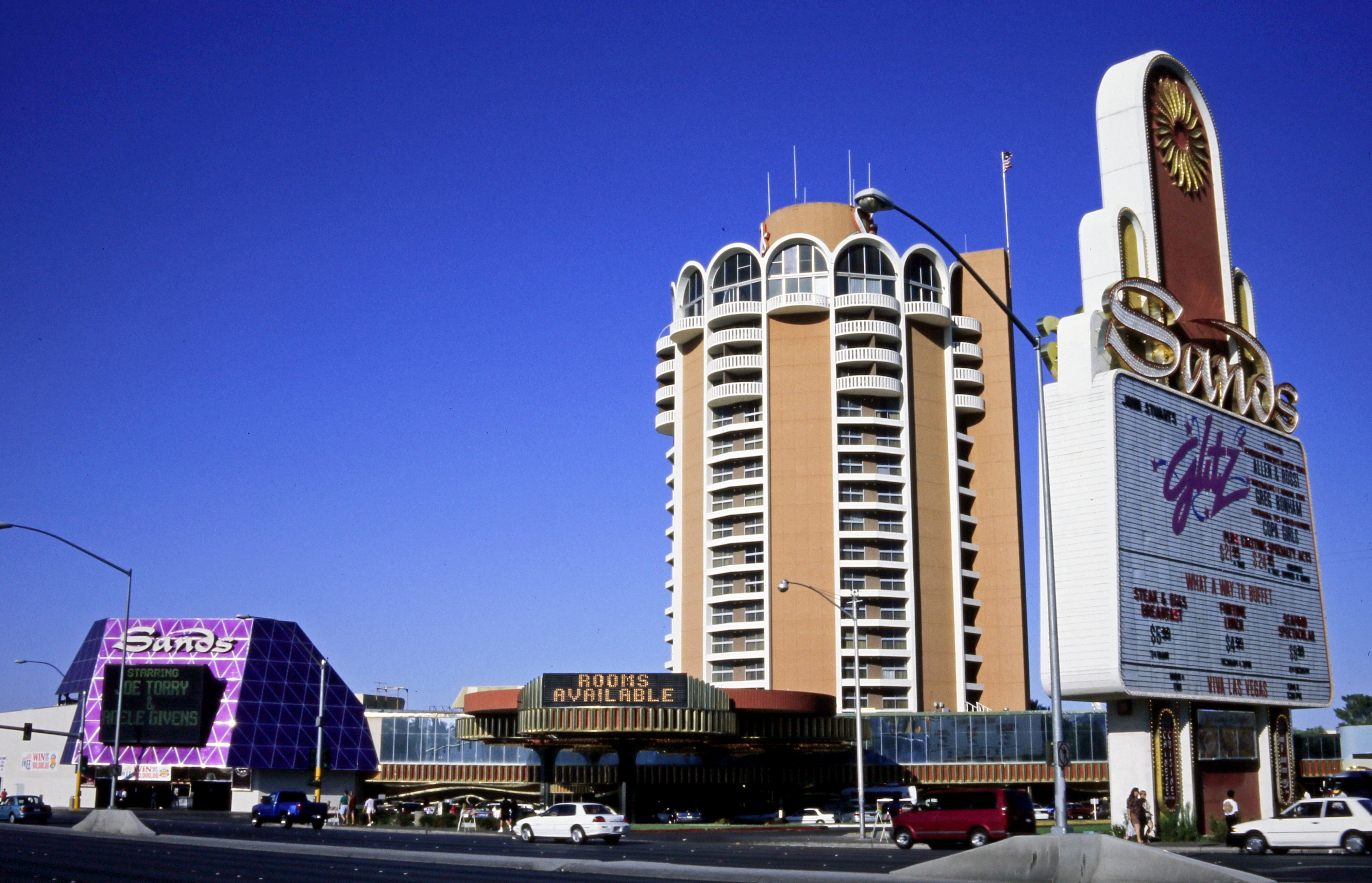
A Sands Hotel and Casino 1995-ben, néhány évvel azelőtt, hogy a Venetian felváltotta

A The Venetian szállodát azon a területen építették, ahol korábban a Sands Hotel and Casino állt, amely 1952-ben nyílt meg. A Las Vegas Sands nevű vállalat, amelyet Sheldon Adelson üzletember alapított, 1989-ben vásárolta meg a Sands üdülőt. Adelson végül arra jutott, hogy az elöregedett szállodát le kell cserélni, mert az már nem tudott versenyezni az újabb létesítményekkel. A Sands 1996 júniusában végleg bezárt, öt hónappal később pedig lebontották, hogy helyet adjon a Venetian építkezésének.
Az építkezés 1997. április 14-én, visszafogott alapkőletételi ünnepséggel kezdődött. A fővállalkozó a Lehrer McGovern Bovis volt. A munkálatok a végleges engedélyek kiadása nélkül kezdődtek meg, ami több korábbi Strip-beli üdülőnél is bevett stratégia volt. A Venetian alapját két hónappal az alapkőletétel után öntötték ki, majd három emelet felhúzása következett. A további munkálatokat csak az azt megelőző forgalmi tanulmány jóváhagyása után lehetett folytatni. Az építkezés alatt egy extranetet használtak, hogy tartani tudják az ütemtervet; ezen 4500 tétel szerepelt, köztük fényképek, illusztrációk, jogi dokumentumok és költségvetések. A projektcsapat tagjai, akik különböző helyeken dolgoztak, ezen keresztül érhették el a dokumentumokat, ami jelentősen növelte a hatékonyságot.
A szálloda kulcsfontosságú célcsoportját a konferencialátogatók jelentették, akiket Adelson addig alulszolgáltatottnak érzett Las Vegasban. 1997 végén a projekt kötvénykibocsátásból 523 millió dollárnyi finanszírozást szerzett. A végső költség 1,5 milliárd dollár lett. A pénzügyi elemzők szkeptikusak voltak a befejezés esélyeit illetően, míg a szerencsejáték-ipari vezetők megkérdőjelezték Adelson döntését, hogy az üzleti utazókra és konferenciákra helyezte a hangsúlyt – addig ugyanis a szerencsejáték jelentette Las Vegas fő bevételi forrását. A Venetian több mint 4000 ember foglalkoztatását tervezte, s több mint 100 000 pályázatot nyújtottak be az állásokra.
Az építkezés során biztonsági aggályok is felmerültek több baleset miatt: 1998 januárjában egy munkás halálos zuhanást szenvedett, az év végén egy másik dolgozót egy 3,6 tonnás homlokzat zúzott agyon, amely egy daruval történő emelés közben 32 emeletet zuhant. 1999 februárjában három munkást kellett kimenteni a hotel külső oldaláról, miután a magas szél összegabalyította az állványuk kötezeit, s 22 emelet magasan rekedtek. 1999 márciusában a munkások véletlenül megsértettek egy földgázvezetéket, ami miatt két órára le kellett zárni a Strip egy szakaszát. Másnap egy villanyszerelő esett több mint 9 métert egy nyitott lyukon keresztül, és életét vesztette – ezzel már a harmadik haláleset történt az építkezés során. A Bovist korábban már 9300 dollárra büntették biztonsági előírások megszegése miatt, többek között azért, mert lyukak mellett nem volt megfelelő zuhanás elleni védelem.

### Megnyitás
A megnyitást eredetileg 1999. április 21-re tervezték. Adelson egy héttel korábban akarta megnyitni a hotelt, hogy ki tudják szolgálni azokat a konferencialátogatókat, akik már lefoglalták a szállást. Mindkét dátumot azonban el kellett halasztani az elhúzódó építkezési munkák, valamint a megyei hatóságok által végzett épületellenőrzések miatt. Ennek következtében 900 konferenciarésztvevőt más hotelekbe kellett áthelyezni.
Végül 1999. május 3-ra tűzték ki a zárt megnyitót. Aznap reggel privát megnyitó ünnepséget rendeztek, amelyen VIP-vendégek ezrei, köztük Sophia Loren színésznő és több mint 500 újságíró vettek részt a világ minden tájáról. A megyei ellenőrzések miatt azonban a nyilvános megnyitó csak másnap hajnali 0:45-kor indulhatott meg. A Venetian egyike volt annak a három új üdülőnek, melyek 1999-ben nyíltak meg a Stripen, a Mandalay Bay és a Paris Las Vegas mellett.
A folyamatos építkezések miatt a nyitáskor több szolgáltatás, köztük a bevásárlóközpont és néhány étterem még nem állt rendelkezésre. A hoteltorony jelentős része szintén nem volt elérhető az ellenőrzések miatt, emiatt számos vendéget más szállodákba kellett áthelyezni. Az ellenőrzések több napon át folytatódtak a nyitás után is, ekkor csak az első hat emelet és 320 szoba működhetett hivatalosan. Az építkezések a nyitás után is tovább folytatódtak, egészen 1999 decemberéig, a végleges használatbavételi engedélyt pedig csak 2001 júniusában kapta meg a szálloda.

### Jogviták az építkezés körül
Röviddel a megnyitás után számos alvállalkozó azt állította, hogy még tartoznak nekik elvégzett munkákért a Venetian építésén. Több mint 230 millió dollár értékben nyújtottak be jelzálogjogot (mechanic's lien), ebből 145 millió dollár értékben a fővállalkozó Lehrer McGovern Bovis, amely csalás vádjával pert is indított az üdülő ellen. A Venetian arra hivatkozott, hogy a szerződése alapján nem felel az alvállalkozói költségekért, ezekről Bovisnak kellett volna gondoskodnia. Emellett azzal érvelt, hogy bár Adelson kérte, Bovis nem szerezte be a kellő jelzálogjog-lemondási nyilatkozatokat az alvállalkozók szerződtetésekor. Bovis ezzel szemben azt állította, hogy a Venetian az építkezés utolsó nyolc hónapjában több mint 400 tervmódosítást hajtott végre, miközben elutasította a határidőhosszabbítási kérelmeket is.
1999 júliusában az üdülő 50 millió dolláros szövetségi pert indított Bovis ellen a jelzálogjogok és szerződésszegés miatt, valamint azt állította, hogy a szolgáltatások megosztott nyitása rontotta a hírnevét. Bovis a következő hónapban hivatalosan is bejegyezte 145 millió dolláros jelzálogjogát. A felek ezután megpróbálták peren kívül rendezni a vitát, de ez nem vezetett eredményre. Az ügy végül 2002 augusztusában bíróság elé került, és 10 hónapig tartott – ez Nevada történetének leghosszabb esküdtszéki polgári pere és legnagyobb összegű építőipari jelzálogügye volt. Az eljárás 2003 júniusában zárult: az esküdtek mind a Venetiant, mind Bovist szerződésszegésben találták vétkesnek. A befejezetlen, illetve hibás építési munkák miatt Bovisnak 2,3 millió dollár kártérítést kellett fizetnie az üdülőnek, míg a Venetiant 44,2 millió dollár megfizetésére szólították fel a Bovis felé. A Las Vegas Sands fellebbezett, majd 2005-ben végül peren kívüli egyezségre jutottak Bovisszal.

### A következő évek

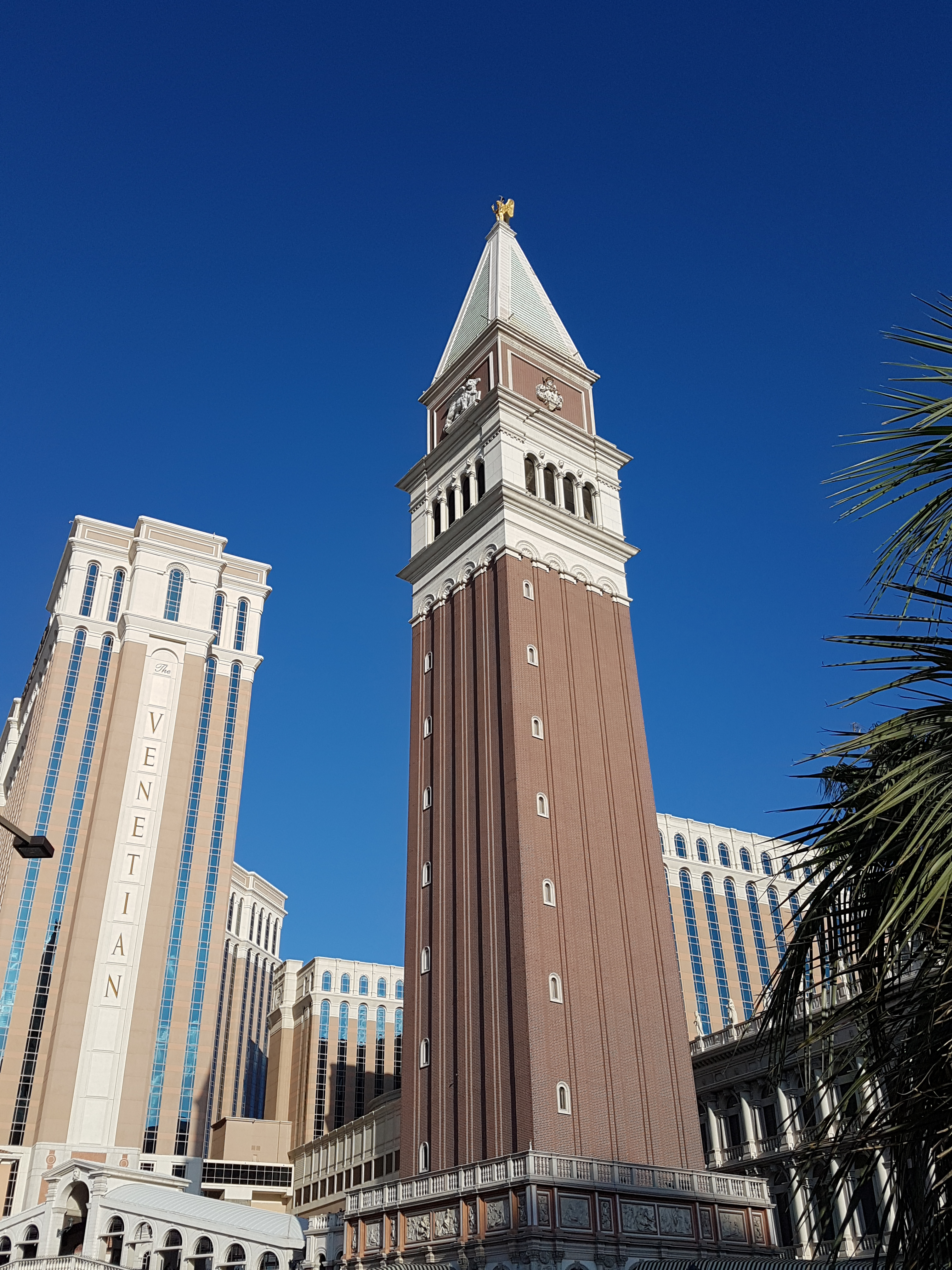
A Szent Márk-harangtorony (Campanile) másolata a Venetian szállodánál

2002-re Condé Nast Traveler Észak-Amerika 20 legjobb szállodája közé választotta a Venetiant. A szálloda elnyerte az American Automobile Association (AAA) Négy Gyémánt, illetve a Mobil Travel Guide Négy Csillagos minősítését is. 2004-re a Venetian Las Vegas egyik legnyereségesebb üdülőhelyévé vált, csak a Bellagio előzte meg. A kínai megfelelője, a The Venetian Macao, 2007-ben nyílt meg Makaóban; ugyanezen évben Las Vegasban testvérszállodát is avatott: a The Palazzo épületét. 2020-ban a USA Today olvasói a Venetian és a Palazzo kaszinóit Las Vegas legjobb tíz kaszinója közé választották.
2004-ben a Venetian 1 millió dolláros büntetés megfizetésében egyezett meg a Gaming Control Boarddal egy 12 pontból álló panasz rendezése érdekében. Az egyik vád szerint a szálloda egy Mercedes-Benz sorsolását manipulálta, hogy azt egy kiemelt vendég nyerhesse meg, aki korábban jelentős összeget vesztett a kaszinóban. Az ügyben érintett vezetőket elbocsátották.
2012. október 10-én reggel egy férfi betört egy lezárt játékterembe, ahol egy zárral védett dobozból 1,6 millió dollár értékben vitt el kaszinózsetonokat. Feltűnés nélkül távozott, a lopást pedig csak másnap reggel fedezték fel. A férfit ugyanebben a hónapban őrizetbe vették, és a hatóságok 396 000 dollárnyi zsetont szereztek vissza sikeresen.
2013-ban a Las Vegas Sands peren kívüli egyezségre jutott az amerikai igazságügyi minisztériummal egy két évig tartó pénzmosási vizsgálat lezárása érdekében, amely a Venetiant érintette. Zhenli Ye Gon üzletember és nagytétes szerencsejátékos, akit kábítószer-kereskedelemmel gyanúsítottak, 2006–2007-ben számos jelentős összegű befizetést tett a kaszinóban. A Las Vegas Sands elismerte, hogy nem kezelte kellő súllyal az esetet, ezért 47,4 millió dollárt fizetett az igazságügyi minisztériumnak.
2020 márciusában a Venetian – a nevadai kaszinókhoz hasonlóan – határozatlan időre bezárt a Covid19-világjárvány miatt. Egy hónappal később a létesítmény bejelentette, hogy újranyitásakor egészségügyi személyzettel és automata hőkamerás testhőméréses beléptetéssel készül. A szálloda végül 2020. június 4-én nyitott újra.
2020 végén a Las Vegas Sands úgy döntött, hogy a Makaóban működő egységeire koncentrál, mert Ázsia gyorsabb felépülését várták a világjárvány után. A társaság ekkor kezdett egyeztetéseket a Venetian, a Palazzo és a hozzájuk tartozó Sands Expo értékesítéséről. Adelson 2021 januárjában elhunyt, majd két hónappal később a Las Vegas Sands bejelentette, hogy a három létesítményt összesen 6,25 milliárd dollárért értékesíti. Az üzletben a Vici Properties vásárolta meg az ingatlanok földjeit 4 milliárd dollárért, míg az Apollo Global Management 2,25 milliárd dollárért szerezte meg az üzemeltetés jogait egy hármas nettó bérleti konstrukció keretében. Az eladás 2022 februárjában zárult le.

## Megjelenés

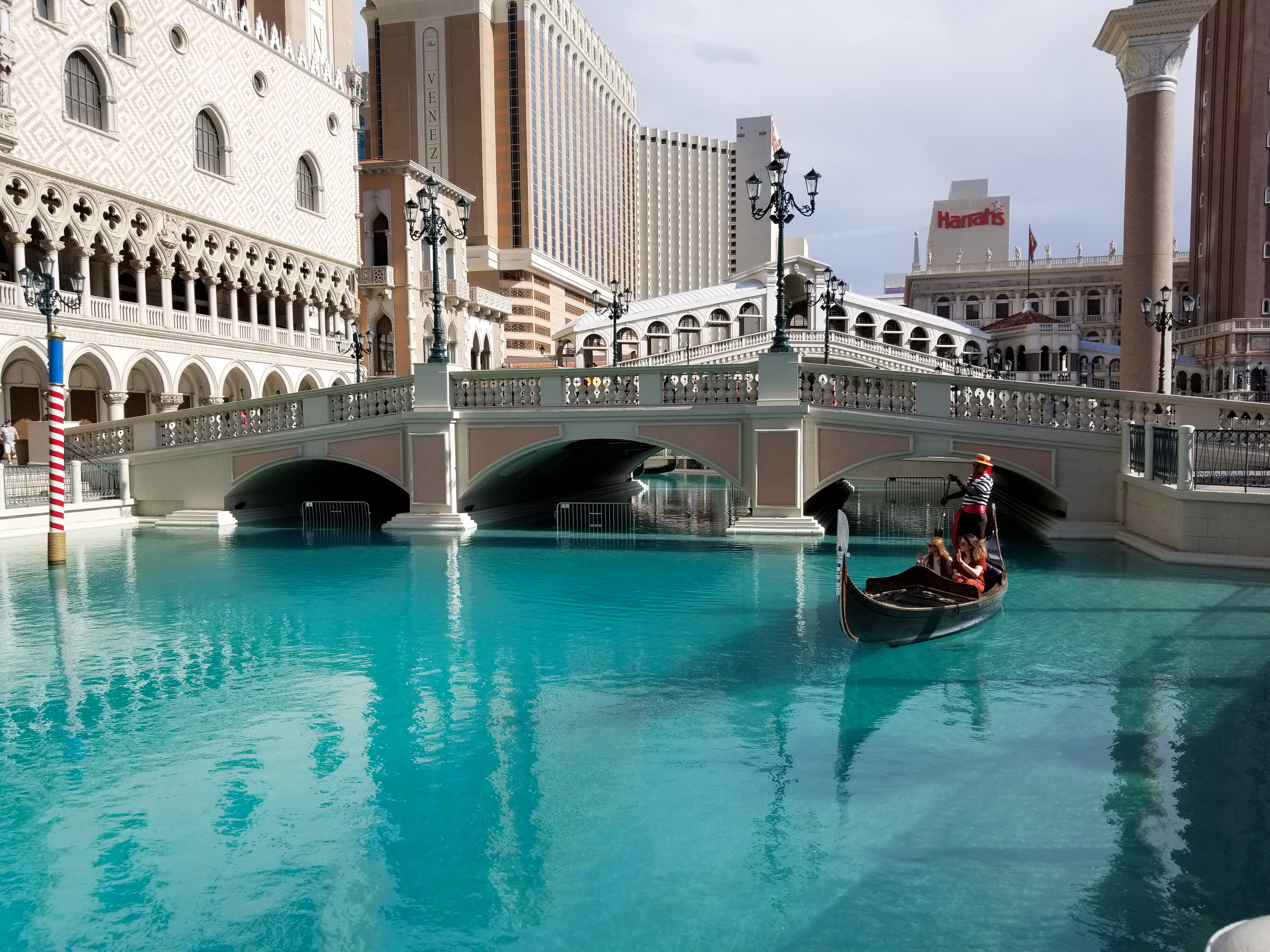
Kültéri csatorna

A Venetian szálloda tematikája az 1400-as és 1500-as évek velencei világát idézi meg, és számos, a városból ismert nevezetesség másolatát tartalmazza. Kezdetben Sheldon Adelson nem tervezett tematikus üdülőhelyet létrehozni, ám második felesége, Miriam javasolta, hogy a hotelt Velence ihlesse, mivel 1991-es nászútjukat is ebben a városban töltötték.
Két építész iroda vett részt a projektben: a Stubbins Associates és a Wimberly Allison Tong & Goo. Sok szobrot és nevezetességet a Treadway Industries gyártott le. Összesen 250 művész és szobrász dolgozott a projekten. A történelmi hitelesség érdekében két velencei történészt is alkalmaztak, és a Treadway csapata ellátogatott Velencébe, hogy a várost lefotózza és tanulmányozza. Velence polgármestere, Massimo Cacciari élesen bírálta a terveket, „mega-galaktikus giccsnek” és „utcai prostitúcióhoz” hasonlítva az üdülőt.
A Las Vegas Strip felőli bejáratot a Dózsepalota ihlette, és a Rialto híd másolata is megtalálható a resortnál. Egy 96 méter magas, Szent Márk harangtornyára (Campanile di San Marco) hasonlító másolat áll a bejáratnál, tetején Gábriel szobrával. Eredeti tervek szerint forgó éttermet vagy bárhelyiséget is elhelyeztek volna a torony tetején, de a szűk hely miatt ezt elvetették. A Grand Canal Shoppes üzletközpont egy fedett térben található, ahol Szent Márk tér (Piazza San Marco) másolatát alkották újra, az egész terület felett pedig festett égbolt látható. Egy másik részlegen 21 ál-reneszánsz festmény, bekeretezve és a mennyezetre erősítve, tovább emeli az autentikus hangulatot.
A Venetian belső és külső térségeiben egyaránt megtalálható a Canal Grande, vagyis a Velencei Nagy-csatorna hű másolata. A csatornán gondolák közlekednek, amelyekkel a vendégek térítés ellenében utazhatnak; a gondolázás Las Vegas egyik ikonikus élménye lett. 2013-ban a belső csatornákat egy hónapra leeresztették felújítás céljából; ez volt az első nagyobb karbantartás az üdülő 1999-es nyitása óta. Akkoriban évente mintegy 500 000 vendég utazott a gondolákon.

## Galéria

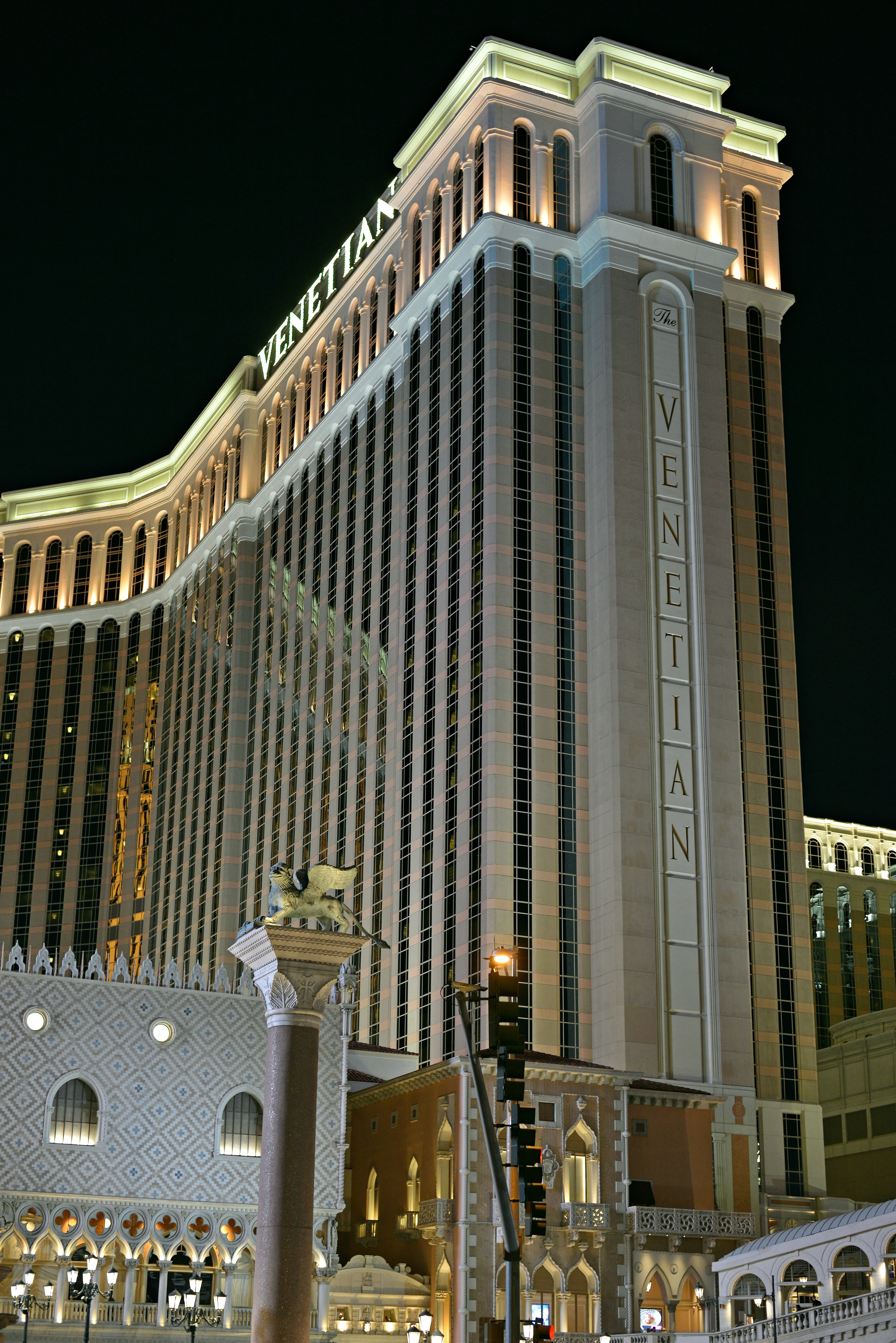
A szálloda éjszakai nézete
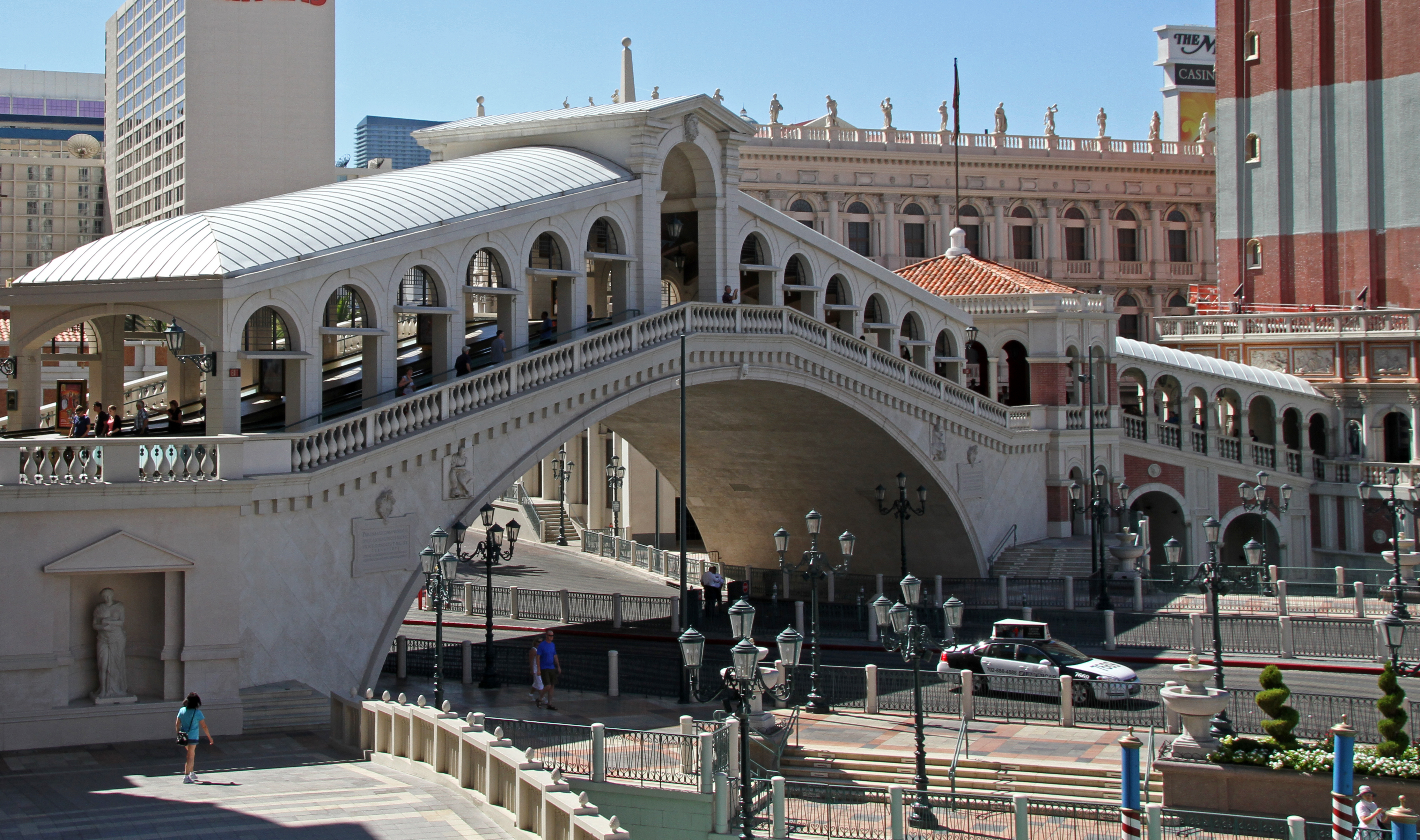
A Rialto híd másolata
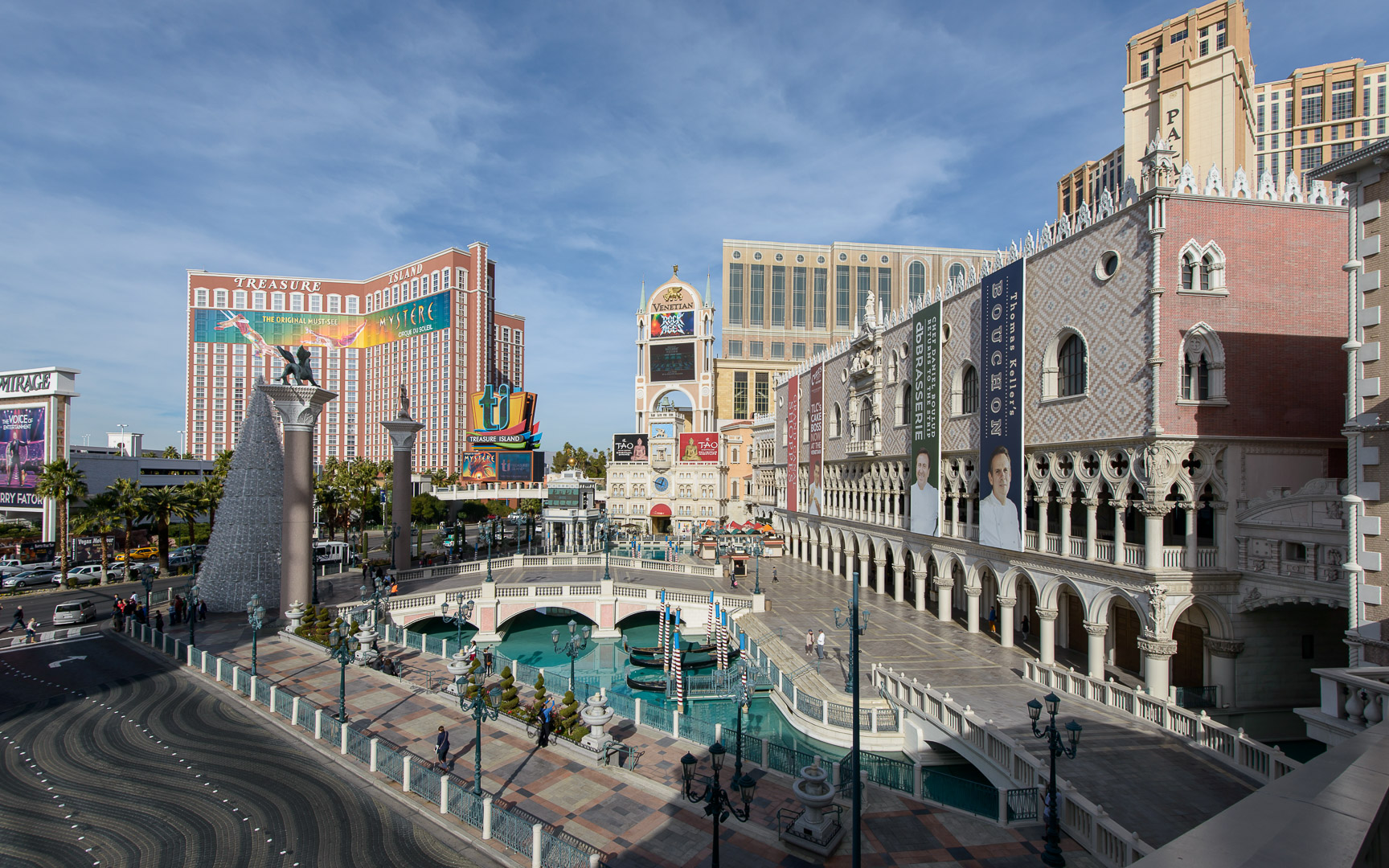
Bejárati tér a Strip mentén
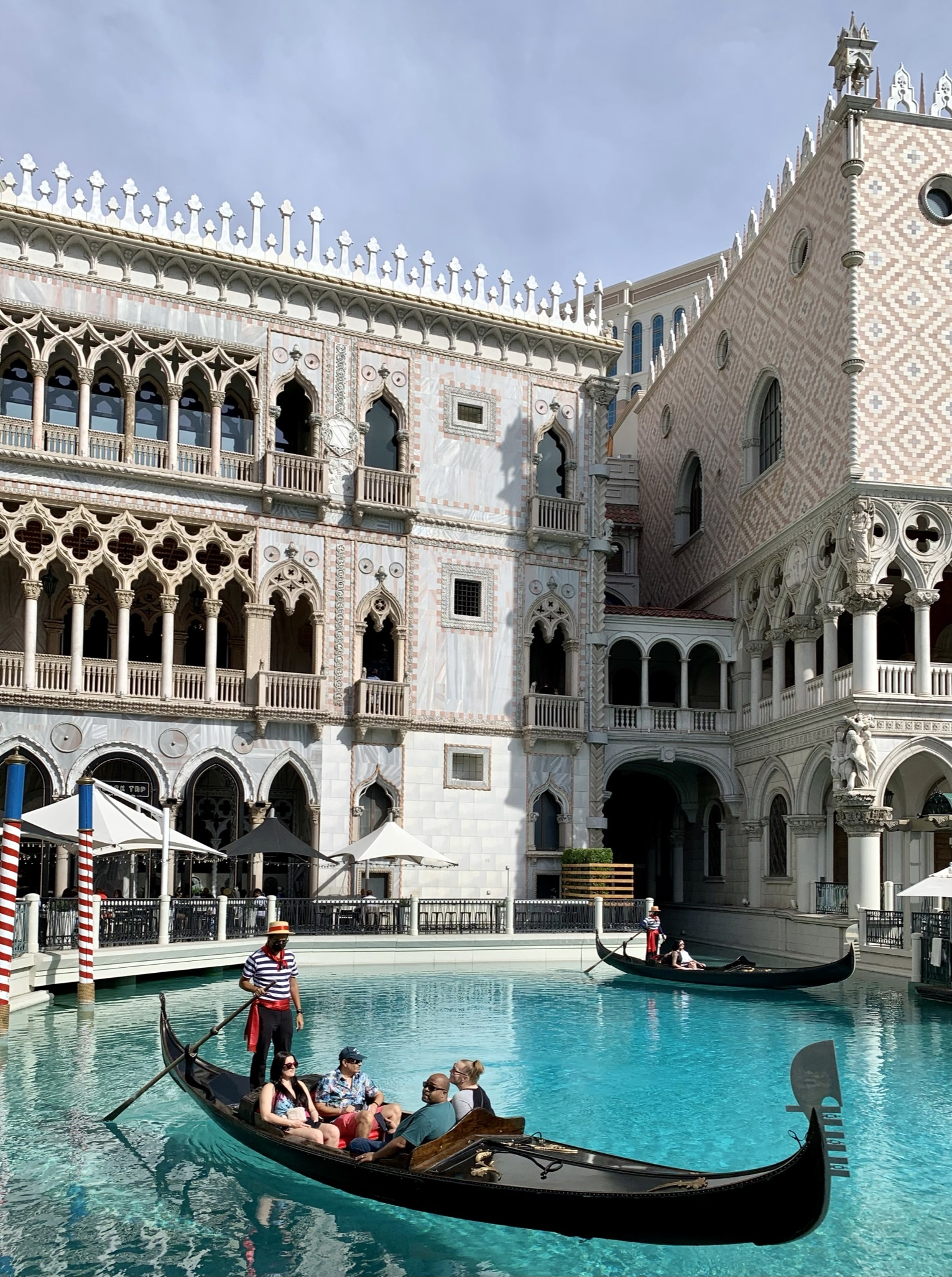
Gondola a szálloda előtt
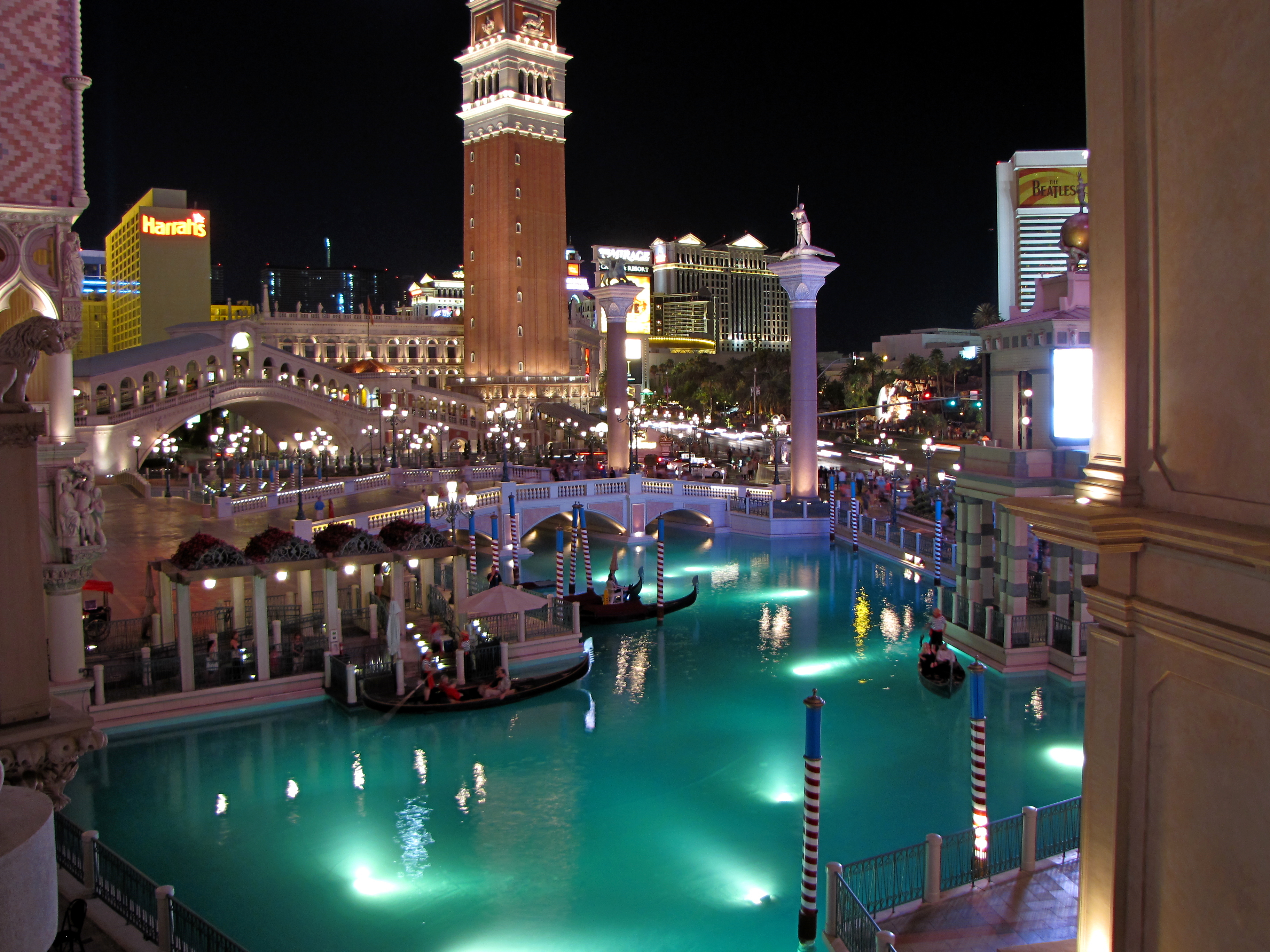
Kilátás az éjszakai szabadtéri csatornára
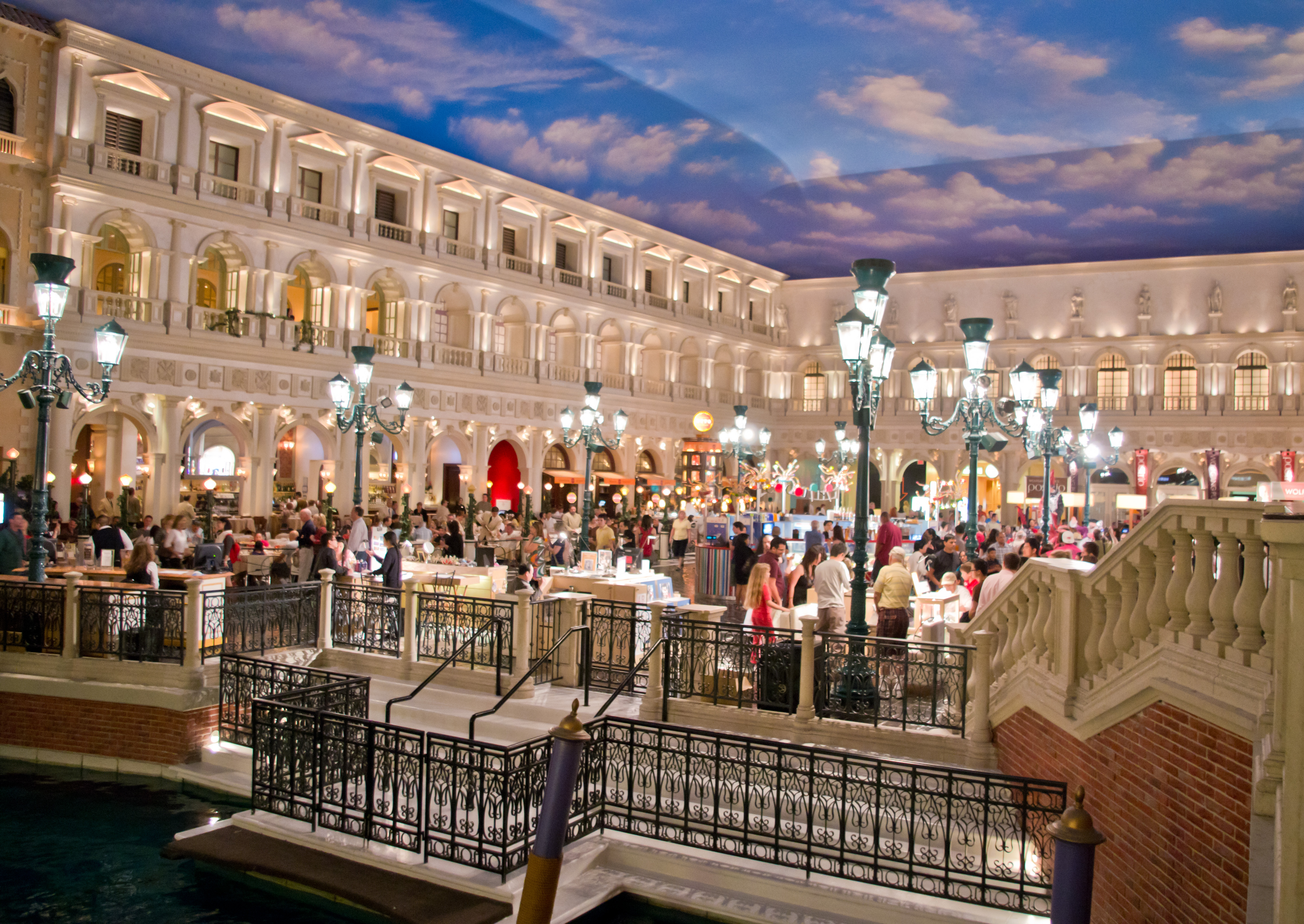
A Szent Márk tér a Venetian szállodán belül
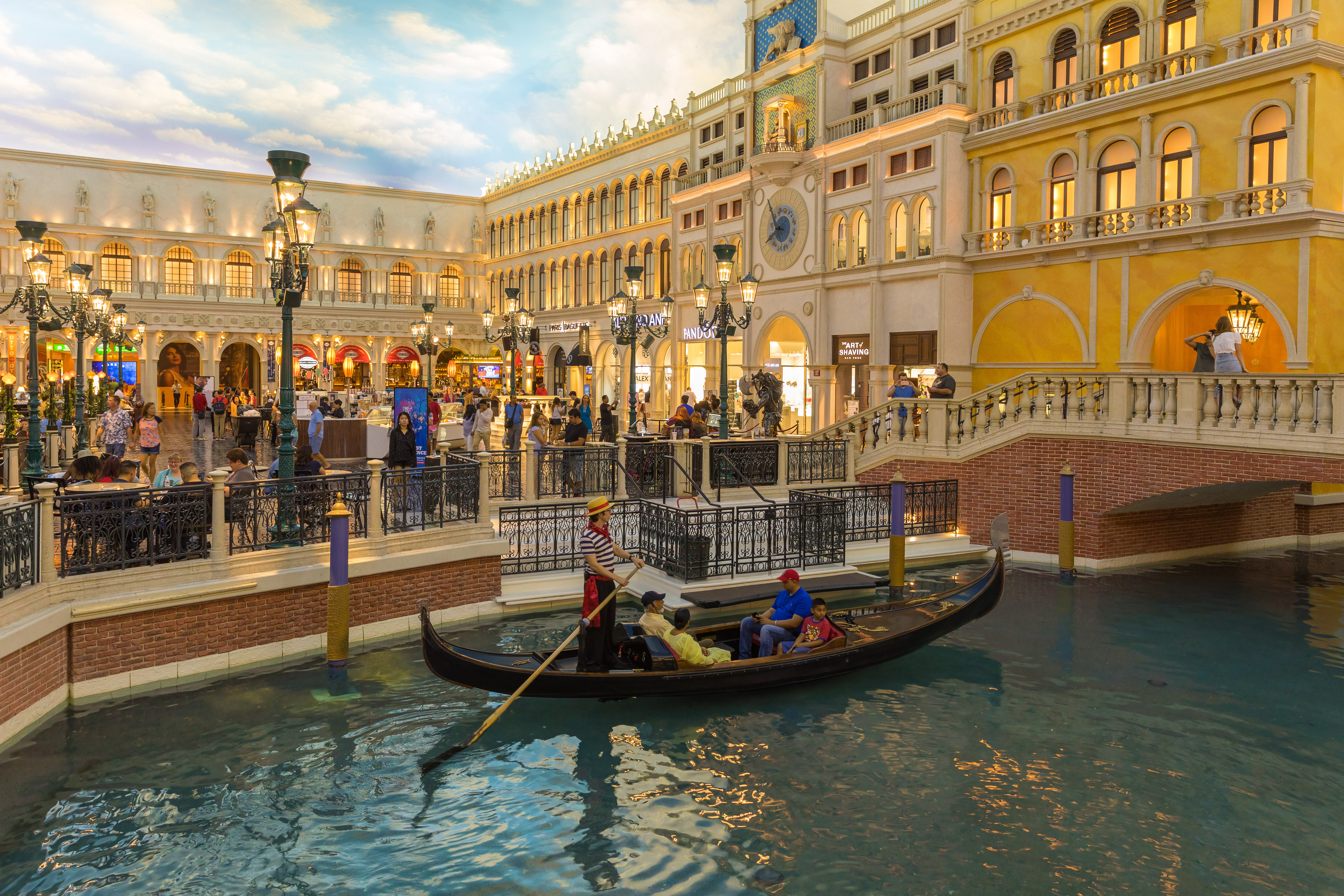
Egy másik nézet a Szent Márk térről, beleértve a beltéri csatornát is
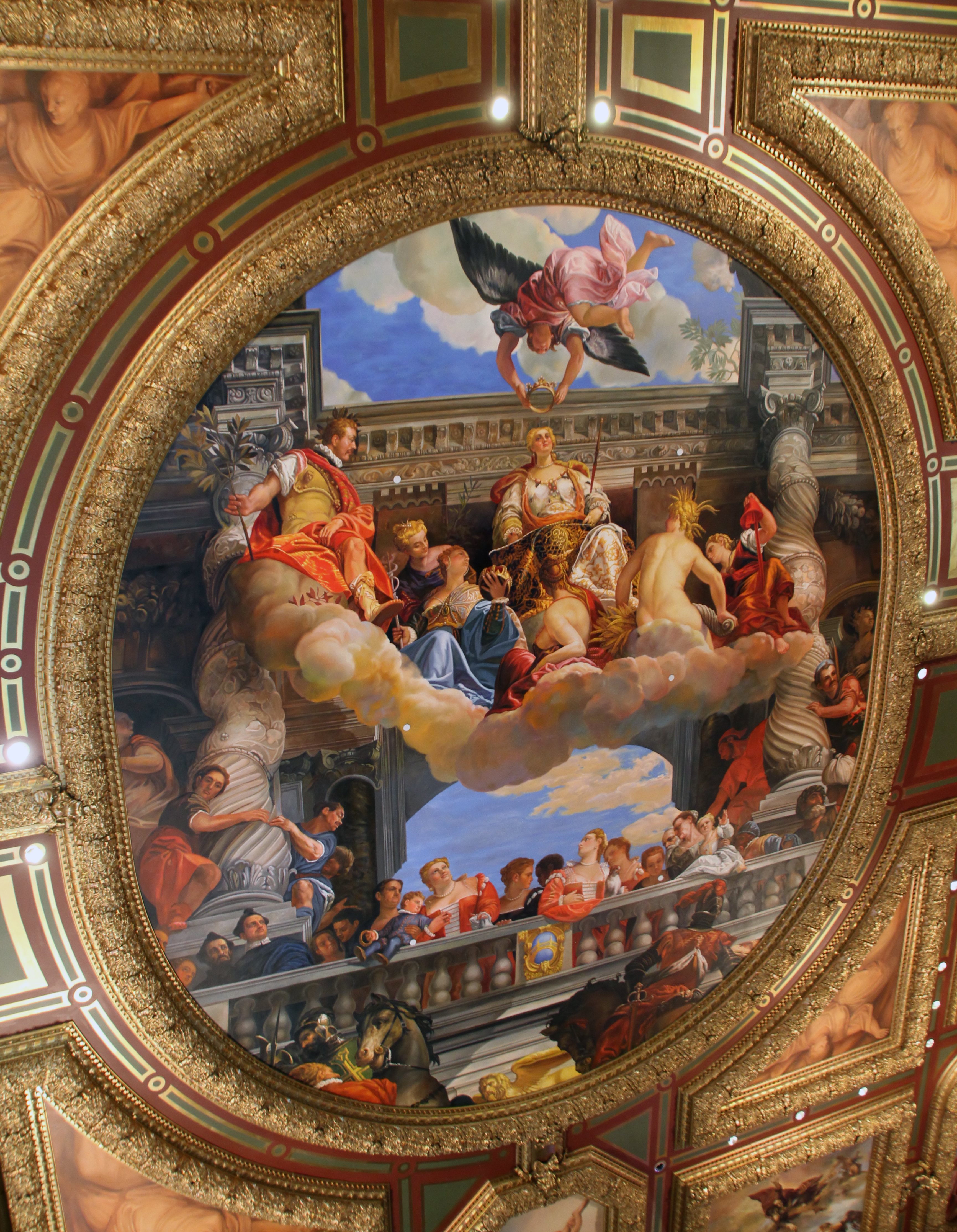
Reneszánsz festmények a Grand Canal Shoppes mennyezetén
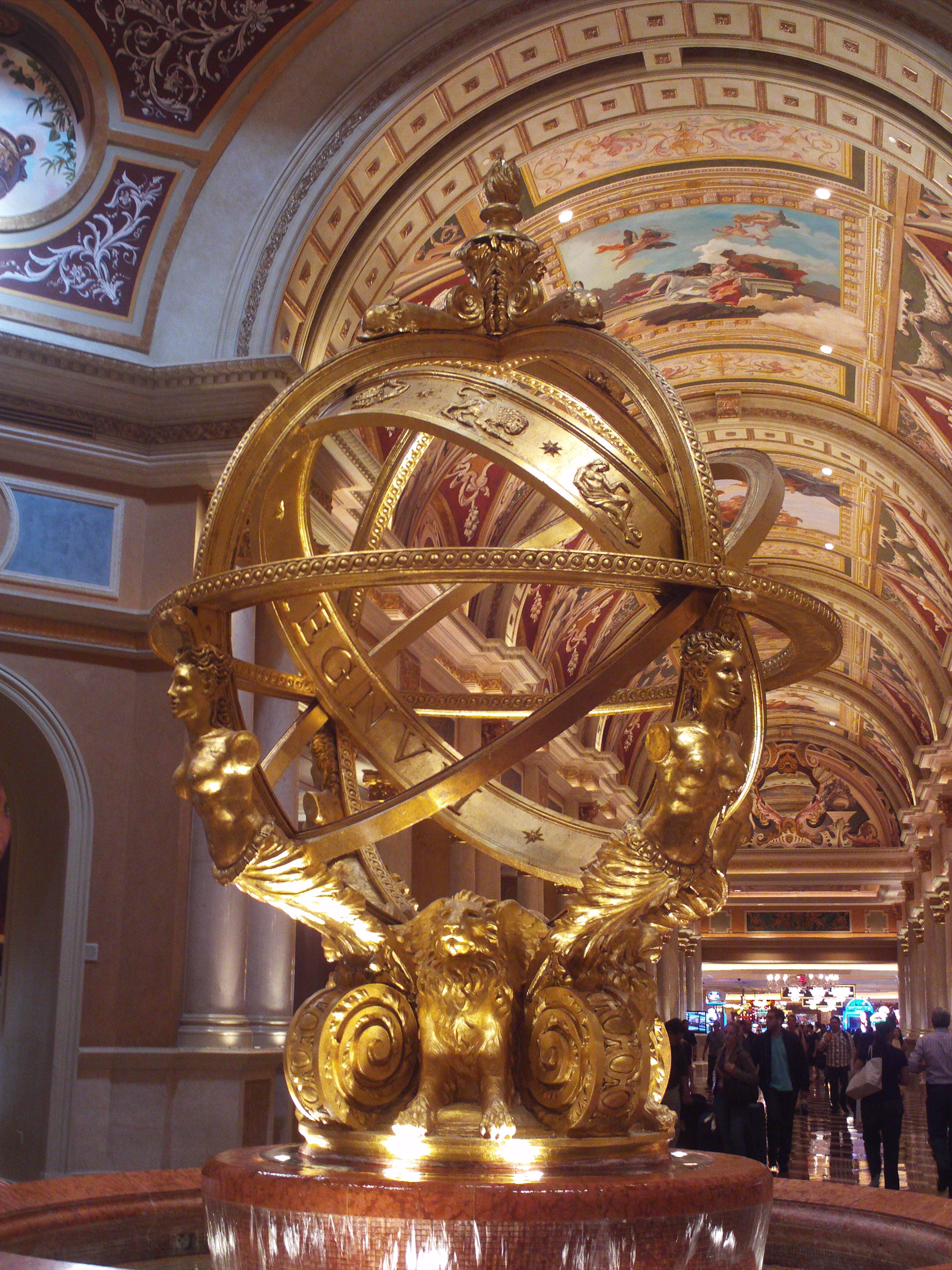
Egy armilláris gömb a főbejárati előcsarnokban
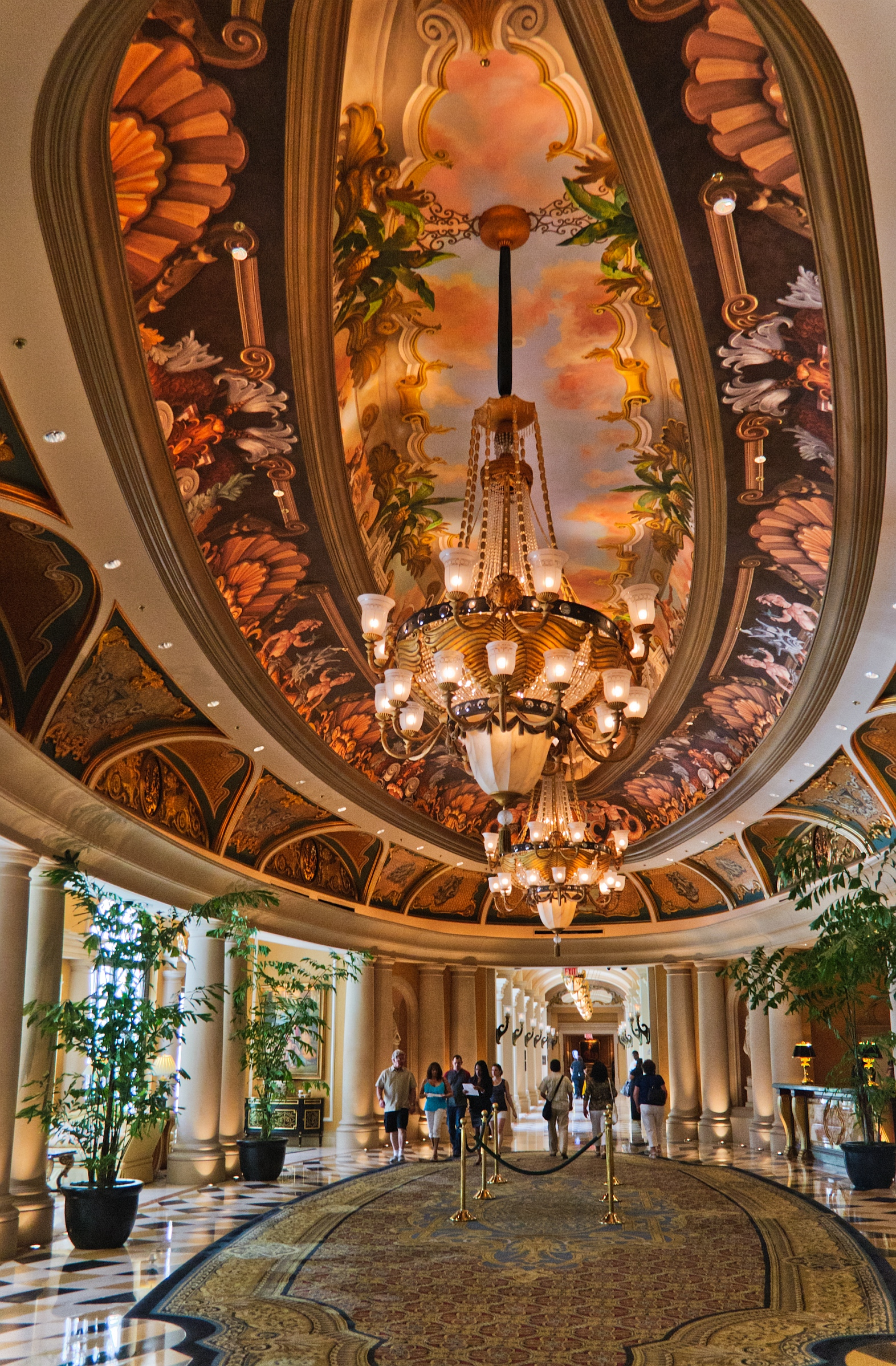
A Venezia torony előcsarnoka